# Formica
Pour les articles homonymes, voir Formica (homonymie).
Genre
Formica est un genre de fourmis répandues dans l'hémisphère nord et comprenant de nombreuses espèces.

## Taxonomie

### D'après Fauna Europaea
Le genre Formica est divisé en cinq sous-genres comprenant 43 espèces au total :
- Formica (Coptoformica) Muller, 1923 ; 8 espèces :
  - Formica bruni
  - Formica exsecta
  - Formica fennica
  - Formica foreli
  - Formica forsslundi
  - Formica nemoralis
  - Formica pressilabris
  - Formica suecica

- Formica (Formica) Linnaeus, 1758 ; 10 espèces :
  - Formica aquilonia
  - Formica dusmeti
  - Formica frontalis
  - Formica lugubris
  - Formica nigropratensis
  - Formica paralugubris
  - Formica polyctena
  - Formica pratensis
  - Formica rufa
  - Formica truncorum

- Formica (Iberoformica)  Tinaut, 1990 ; 2 espèces :
  - Formica gerardi
  - Formica subrufa

- Formica (Raptiformica)  Forel, 1913 ; une seule espèce : 
  - Formica sanguinea

- Formica (Serviformica)  Forel, 1913 ; 22 espèces :
  - Formica balcanina
  - Formica candida
  - Formica cinerea
  - Formica cinereofusca
  - Formica cunicularia
  - Formica decipiens
  - Formica fusca
  - Formica fuscocinerea
  - Formica gagates
  - Formica gagatoides
  - Formica glauca
  - Formica imitans
  - Formica lefrancoisi
  - Formica lemani
  - Formica lusatica
  - Formica picea
  - Formica pyrenaea
  - Formica rufibarbis
  - Formica selysi
  - Formica subpilosa
  - Formica torrentium
  - Formica uralensis
- Et d'après BioLib (12 avril 2018)[1] :
  - Formica cunicularia Latreille, 1798 
  - Formica fusca Linnaeus, 1758
  - Formica gagates Latreille, 1798
  - Formica lemani Bondroit, 1917
  - Formica picea Nylander, 1846 - syn. anciens : Formica transcaucasica Nassonov, 1889 & Formica transkaucasica Nasonov, 1889
  - Formica rufibarbis Fabricius, 1793

## Espèces fossiles
Selon Paleobiology Database, la liste des espèces fossiles s'établit aux 54 espèces suivantes, :
- †Formica alsatica Théobald 1937
- †Formica annosa LaPolla and Greenwalt 2015
- †Formica arcana Scudder 1877
- †Formica auxillacensis Piton 1935
- †Formica bauckhorni Meunier 1915
- †Formica biamoensis Dlussky et al. 2015
- †Formica buphthalma Novák 1878
- †Formica cantalica Piton 1935
- †Formica ceps Zhang 1989
- †Formica cockerelli Carpenter 1930
- †Formica demersa Heer 1849
- †Formica eoptera Cockerell 1923
- †Formica flavifemoralis Zhang et al. 1994
- †Formica flori Mayr 1868
- †Formica globiventris Heer 1849
- †Formica grandis Carpenter 1930
- †Formica gravida Heer 1849
- †Formica gustawi Dlussky 2002
- †Formica heteroptera Cockerell 1920
- †Formica horrida Wheeler 1915
- †Formica immersa Heer 1849
- †Formica kutscheri Dlussky 2008
- †Formica latinodosa Théobald 1937
- †Formica lavateri Heer 1849
- †Formica linquensis Zhang 1989
- †Formica longicollis Heer 1849
- †Formica macrocephala Heer 1849
- †Formica macrophthalma Heer 1849
- †Formica maculipennis Théobald 1935
- †Formica martynovi Popov 1933
- †Formica neorufibarbis Emery 1893
- †Formica obscura Heer 1849
- †Formica orbata Heer 1849
- †Formica ovala Zhang 1989
- †Formica palaeopolonica Dlussky 2008
- †Formica paleosibirica Dlussky et al. 2015
- †Formica parexsecta Dlussky and Putyatina 2014
- †Formica phaethusa Wheeler 1915
- †Formica pitoni Théobald 1935
- †Formica primitiva Heer 1849
- †Formica primordialis Heer 1849
- †Formica procera Heer 1849
- †Formica pulchella Heer 1849
- †Formica radchenkoi Dlussky 2008
- †Formica ribbeckei Radchenko and Perkovsky 2021
- †Formica robusta  Carpenter 1930
- †Formica sepulta Théobald 1937
- †Formica serresi Théobald 1937
- †Formica seuberti Heer 1849
- †Formica strangulata Wheeler 1915
- †Formica surinamensis Berendt 1830
- †Formica tripartita Théobald 1937
- †Formica ungeri Heer 1849
- †Formica zherikhini Dlussky 2008

## Le sous-genreFormica (Formica)

### Généralités
L'expression fourmi rousse des bois désigne plusieurs espèces de fourmis forestières vivant dans l'hémisphère nord et appartenant au sous-genre Formica (Formica) sensu stricto.
La partie supérieure de leurs fourmilières sont des dômes de brindilles pouvant atteindre 1,50 m de hauteur, souvent situés en lisière de parcelles boisées ou dans de petites clairières.
Le sous-genre Formica (Formica) contient deux groupes d’espèces qui semblent déterminés par le contexte climatique et altitudinal :
- les espèces Formica rufa - Formica polyctena - Formica pratensis trouvées à basse altitude (moins de 800 m)
- les espèces Formica lugubris - Formica aquilonia trouvées à haute altitude (au-dessus de 800 m)
(F. aquilonia est limitée, en Suisse, au canton des Grisons).
- Une nouvelle espèce a été décrite en 1996, sous le nom de Formica paralugubris, considérée comme espèce jumelle distincte et sympatrique de Formica lugubris avec laquelle elle était auparavant confondue. Cette espèce est notamment étudiée en Suisse, pour ses stratégies de reproduction[3] et sa capacité à utiliser la résine pour désinfecter ses fourmilières en améliorant efficacement le taux de survie des larves.

### Anatomie et caractéristiques
Les fourmis rousses des bois sont facilement reconnaissables par leur aspect bicolore : la tête et l'abdomen sont noirs ou roux foncé, tandis que le thorax est rouge brique. Elles atteignent la taille d'environ 1 cm à l'âge adulte. Ces fourmis ne piquent pas (comprendre: elles ne sont pas équipées d'un dard). Pour se défendre, la fourmi rousse recroqueville son abdomen sous son thorax de façon que son extrémité soit orientée devant elle et en l'air, et projette un jet d'acide formique avec une force redoutable (un jet atteint facilement plus de 50 cm). Elles se servent aussi de leurs mandibules pour déchiqueter leur proie, et injectent de l'acide dans les blessures ainsi infligées.
Leur nid est aussi très facilement identifiable. C'est en général un dôme d'aiguilles de pin ou autres brindilles, adossé au  pied d'un arbre ou sur une vieille souche. Ces dômes peuvent atteindre des tailles colossales, car à la partie visible pouvant atteindre un bon mètre de haut, on doit ajouter la partie souterraine, bien plus massive. Les colonies de Formica rufa sont constituées d'un dôme principal, et d'une série de dômes secondaires entourant le premier dans un rayon de quelques dizaines de mètres. Tous ces dômes sont reliés entre eux par des routes de surface et souterraines rayonnant de tous les côtés. Une telle colonie abrite des millions d'individus.

### Habitat
Ces espèces sont strictement forestières ou de lisières, et vivent dans les forêts de résineux et/ou de feuillus de l'hémisphère nord. Elles jouent un rôle important dans le recyclage de la matière organique et la régulation d'insectes prolifiques.
Habitat de substitution : une espèce (Formica pratensis) qui colonisait volontiers les milieux ouverts (prairies sèches, bocage/lisières de haies et forestières) sait aussi utiliser les accotements (lorsque ce sont des talus exposés au soleil) routiers, où elle semble trouver un habitat de substitution aux prairies sèches ou à ses anciens habitats qui se sont artificialisés. La régression des biotopes lui convenant reste un facteur de menace pour cette espèce qui figure encore sur la Liste Rouge des espèces menacées (En Suisse où cette espèce est bien suivie depuis 1996, ses populations sont en nette régression, probablement en raison de l'artificialisation et de la fragmentation de ses habitats et des modes d'entretien des talus routiers (épareuses, salage, désherbants ou feu parfois, qui s'ajoutent aux apports de pesticides agricoles des champs voisins et aux pollutions d'origine automobile).

### En Europe
- En France : 6 ou 7 espèces de fourmis dites  « fourmis des bois » sont identifiées (mais bien d'autres espèces de fourmis peuvent également vivre en forêt)
- En Suisse : 7 espèces de fourmis des bois y sont identifiées (Formica uralensis semble éteinte depuis les années 1950).
Sur les 7 espèces répertoriées, quatre sont classées menacées[4]. Ce sont Formica rufa, Formica polyctena, Formica pratensis et Formica truncorum. Les trois premières vivant plutôt à basse altitude (de la plaine à l’étage collinéen) où les pressions anthropiques sont les plus fortes.
- En Belgique : les relevés récents (2003 - 2011) ont permis de découvrir 4 espèces : F. polyctena, F. pratensis, F. rufa, F. truncorum (cette dernière très localisée)[5].

### Menaces, protection, gestion
Les fourmis rousses après avoir été souvent victimes de destruction de nids, sont désormais protégées en France et dans plusieurs pays en raison de leur utilité pour la protection des arbres contre de nombreux insectes qui peuvent leur nuire s'ils ne sont pas régulés par des prédateurs tels que ces fourmis.

Des fourmilières ont avec succès été réintroduites dans des parcelles boisées d'où elles avaient disparu.
Espèces menacées... Toutes les fourmis des bois sont menacées principalement par l'artificialisation, la destruction et la fragmentation des forêts, le manque de bois morts, et parfois par la destruction volontaire de leurs nids par des acteurs qui ignorent leur utilité écologique. Les incendies de forêt répétés touchant de grandes surfaces peuvent aussi affecter leurs populations.
Rien que pour la France, étaient déjà considérées comme menacées en 1996, selon la base de données du World Conservation Monitoring Centre (WCMC), les espèces suivantes :
- Fourmi rousse des bois européenne (Formica aquilonia) / European Red Wood Ant : faible risque: quasi menacée
- Fourmi rousse des bois européenne (Formica lugubris) / European Red Wood Ant : faible risque: quasi menacée
- Fourmi rousse des bois européenne (Formica polyctena) / European Red Wood Ant : faible risque: quasi menacée
- Fourmi rousse des bois européenne (Formica pratensis/nigricans) / European Red Wood Ant : faible risque: quasi menacée
- Fourmi rousse des bois européenne (Formica rufa) / European Red Wood Ant : faible risque: quasi menacée
- Fourmi rousse des bois européenne (Formica uralensis) / European Red Wood Ant : faible risque: quasi menacée.

Elles sont aussi considérées comme quasi menacées (NT) sur la liste rouge internationale 2012 de l'UICN.

### GalerieFormica rufa

Quelques images de l'espèce vivante Formica rufa.
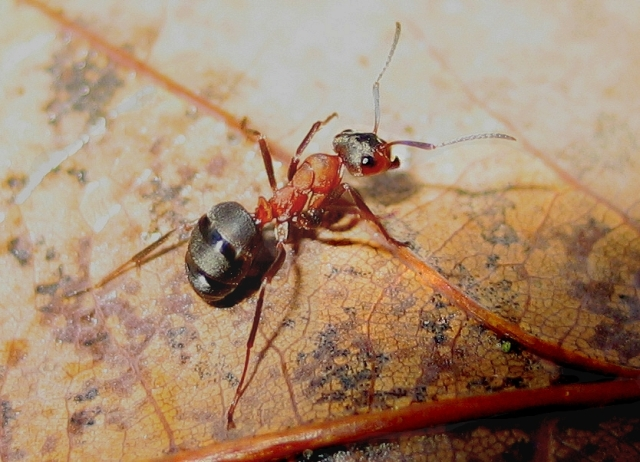
Formica rufa, ouvrière
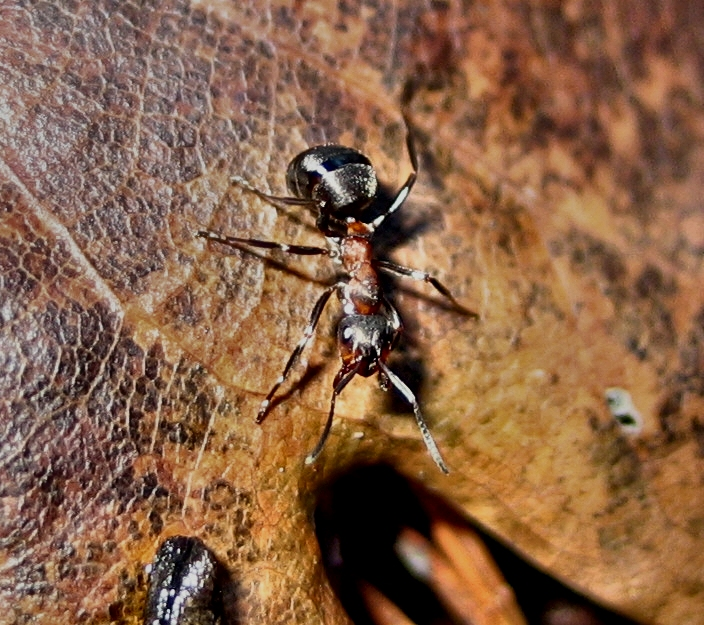
Formica rufa, ouvrière
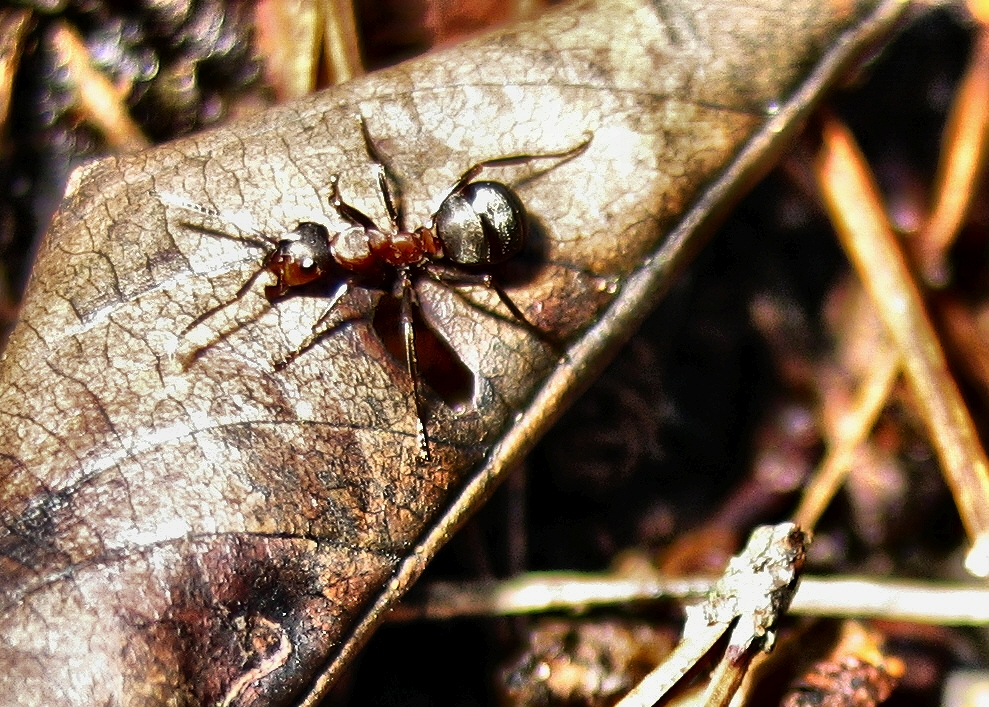
Formica rufa, ouvrière
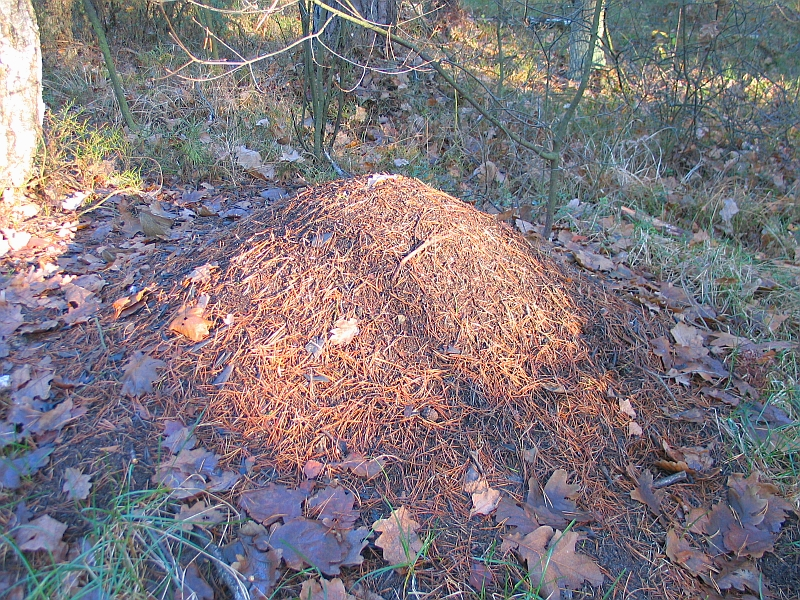
Formica rufa fourmilière
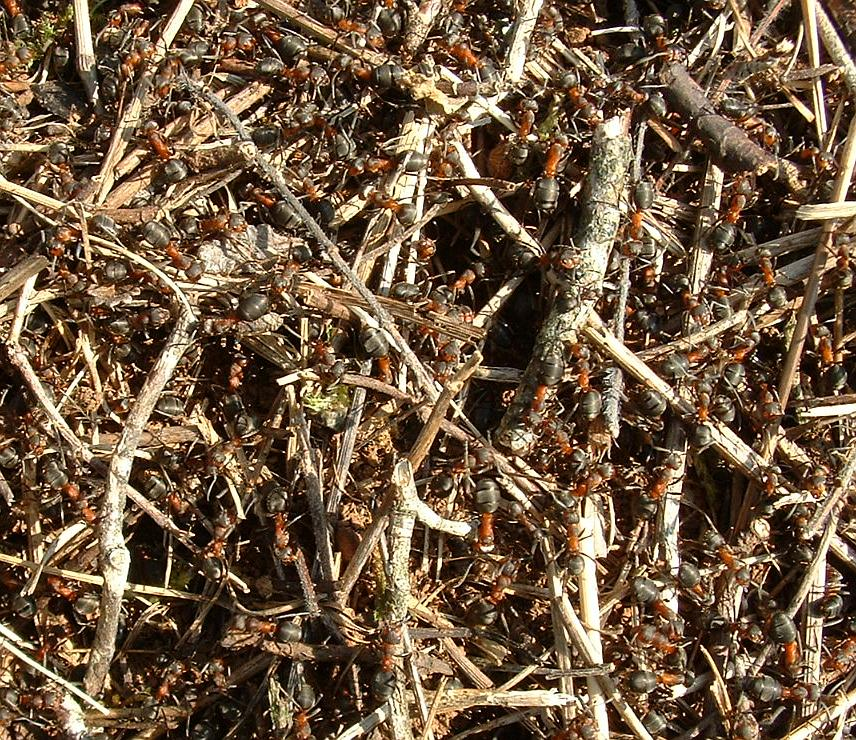
Ouvrières dans leur fourmilière
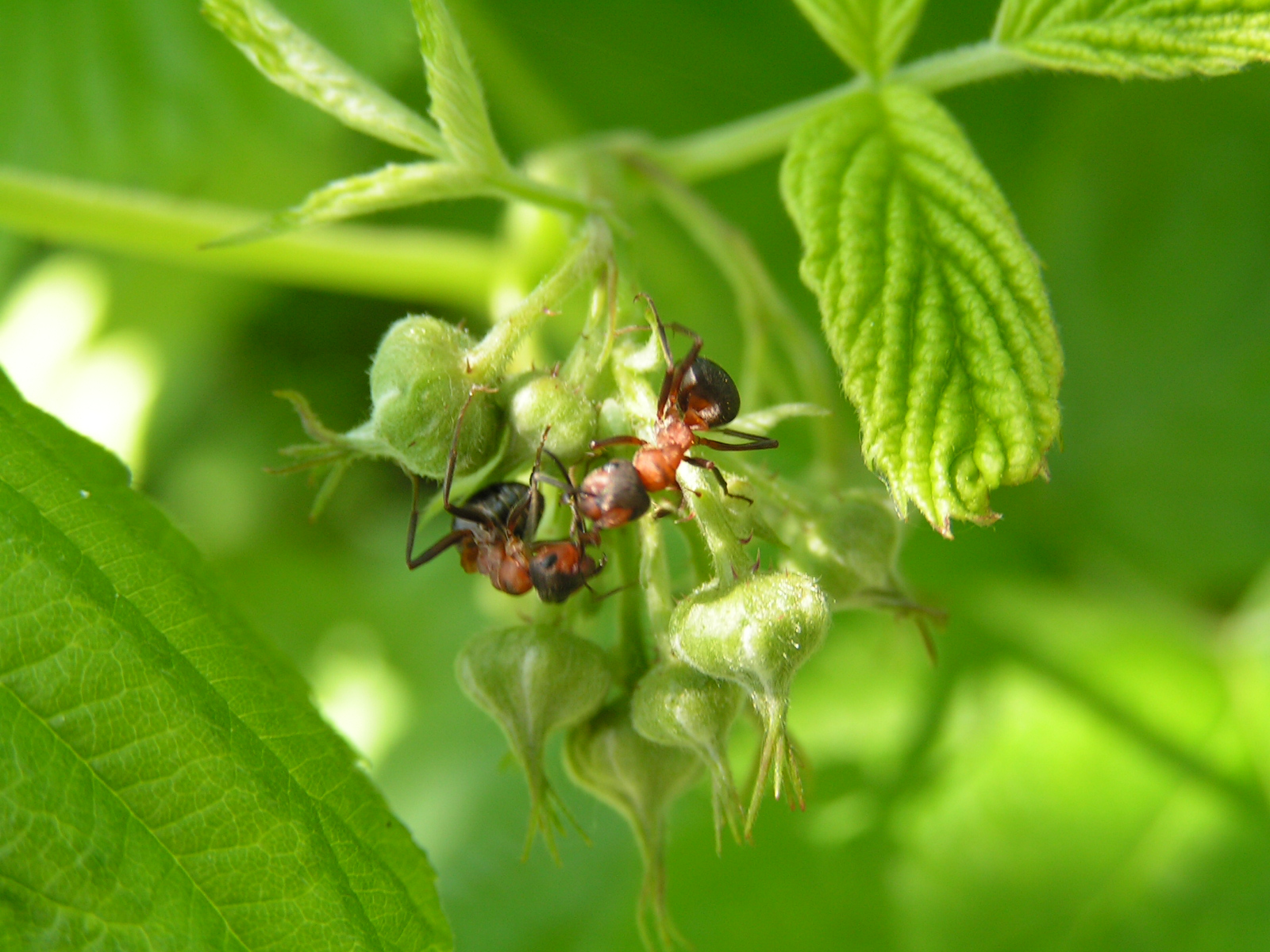
Ouvrière, sur mûrier
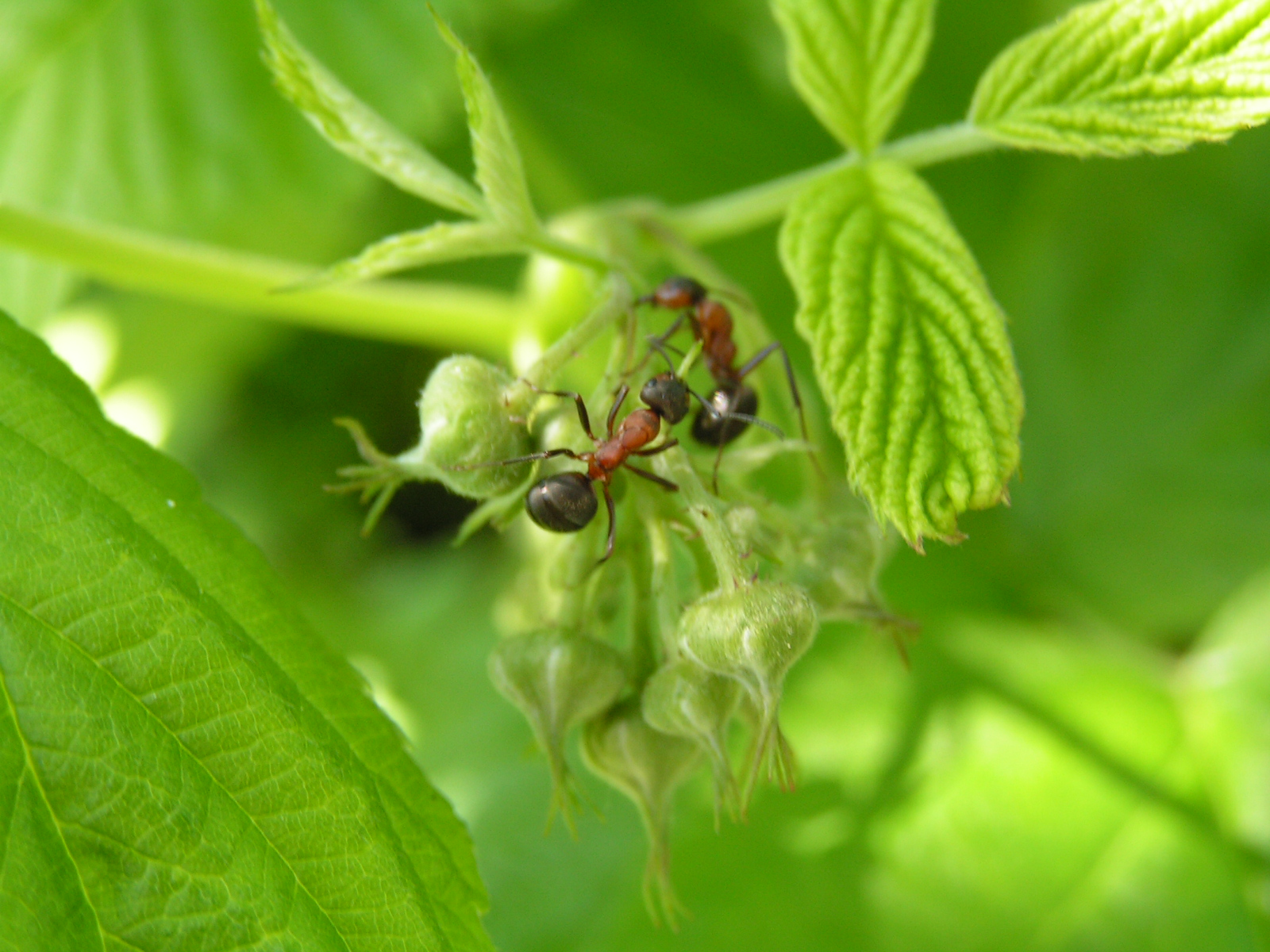
Ouvrières, sur mûrier
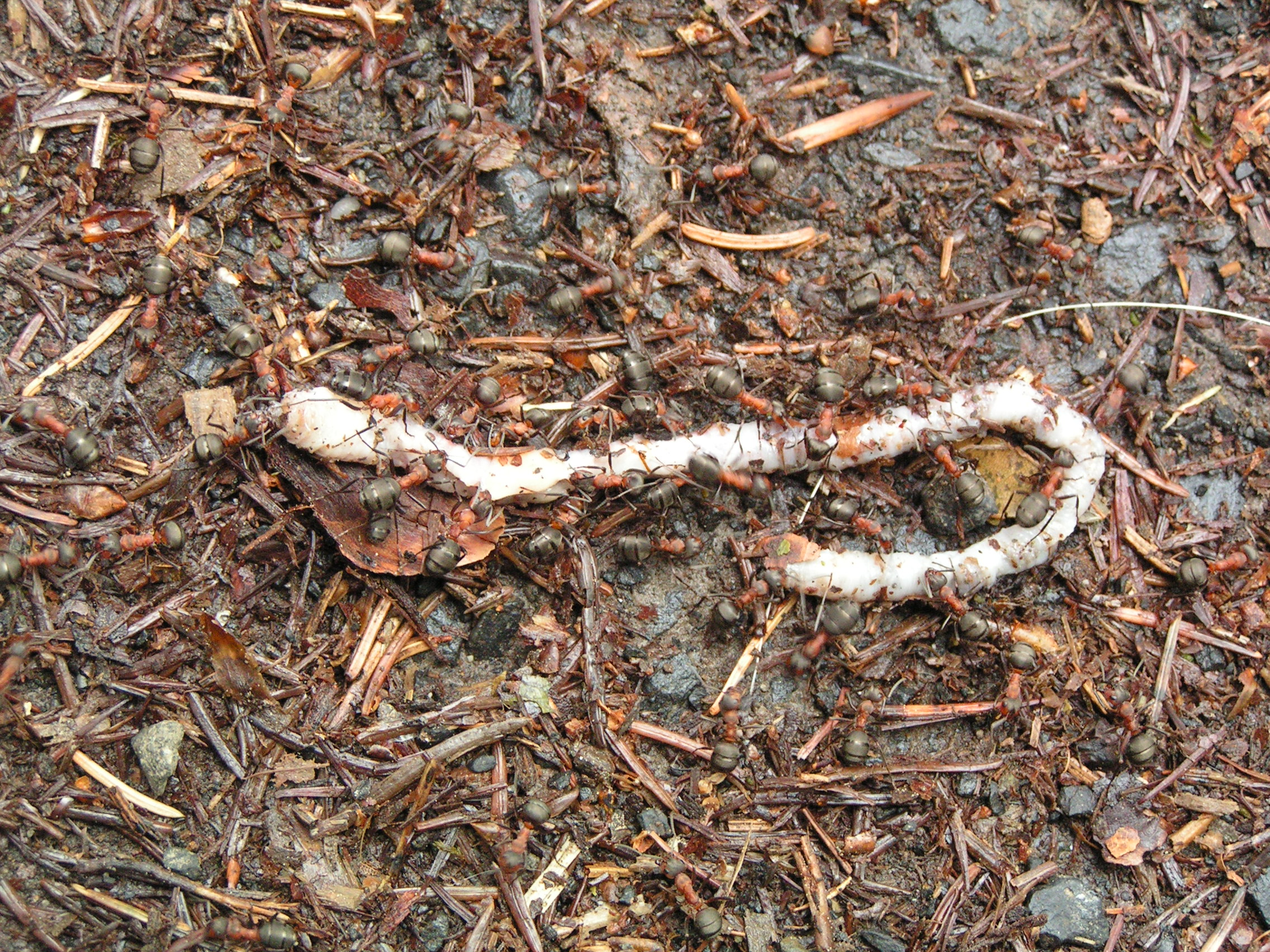
Ouvrières transportant un ver
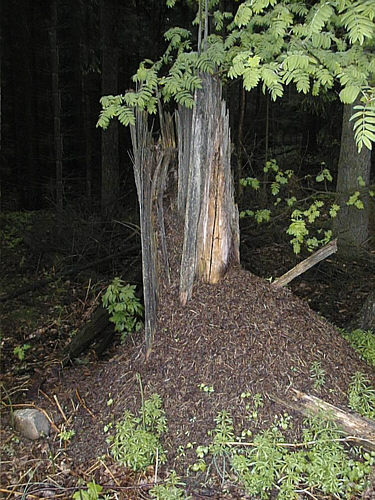
Dôme construit contre un tronc d'arbre